# Ёсимура, Кодзабуро
Кодзабуро Ёсимура (яп. 吉村公三郎 Ёсимура Ко:дзабуро:), также известен как Кимасабуро Ёсимура (9 сентября 1911, Оцу, префектура Сига, Япония — 7 ноября 2000, Киото, Япония) — японский кинорежиссёр и продюсер, представитель старшего поколения японских кинорежиссёров, работавший в «золотые годы японского кино». Обладатель ряда японских наград: императорского ордена Восходящего солнца, правительственной награды Ордена Культуры, кинопремий — журнала «Кинэма Дзюмпо» и «Майнити».

## Биография

### Ранние годы
Кодзабуро Ёсимура родился в семье журналиста и писателя Тадаси Ёсимуры Коидзуми. Отец какое-то время был политическим обозревателем газеты «Асахи симбун», затем перешёл на работу в страховую компанию в Осаке, после чего служил заместителем начальника муниципалитета Осаки и наконец, продвинулся по служебной лестнице до должности 11-го мэра Хиросимы (с января 1915 г. по декабрь 1916 г.). Кодзабуро, живший в младенчестве с матерью в Киото после назначения отца мэром в четырёхлетнем возрасте будет перевезён в Хиросиму. Когда мальчику исполнится одиннадцать, семья переедет в Токио, где пробудут недолго, ибо после знаменитого землетрясения Канто (1923 г.), превратившего Токио в руины семейство переберётся в родной город отца Саньдун в префектуре Сига. С 1924 года Кодзабуро с родителями обоснуются в соседней с Сига префектуре Гифу, в городе Огаки, где мальчик начнёт посещать среднюю школу с 4 класса (в настоящее время это школа Ogaki North High School). Проучившись в этой школе всего год, Кодзабуро будет отчислен за плохое поведение. Юноша переезжает в Токио, где будет посещать ещё год частную школу (в настоящее время это колледж Gakuen).

### Карьера в кино
По окончании высшей школы Nihon (Токио) в мае 1929 года Кодзабуро начинает работать в киностудии «Камата», принадлежащей компании «Сётику», ассистентом режиссёра Ясудзиро Симадзу. В 1932 году записался добровольцем в армию. Отслужив два года, он после демобилизации возвращается на студию «Камата», где ему сразу же доверяют первую самостоятельную постановку, короткометражную комедию с десятилетней Хидэко Такаминэ в главной роли «Потянув её сложенные вместе ноги» (1934, англоязычное название — Sneaking / «Подлые»). Эта его работа была крайне низко оценена, вследствие чего Ёсимура ещё пять лет будет ждать своего полноценного дебюта в полнометражном кино. В 1936 году студия «Камата» прекратила своё существование и все работники перешли в новообразованную киностудию «Офуна», где Ёсимура продолжил работать помощником режиссёра у всё того же Симадзу, также ассистировал другим режиссёрам: Хэйноскэ Госё, Ясудзиро Одзу, Сиро Тоёда и Микио Нарусэ. Вновь обратился к самостоятельным постановкам в 1939 году, дебютировав на этот раз полнометражной кинолентой «Женщина защищает дом». Снял за этот год пять фильмов, один из которых «Тёплое течение» пользовался заслуженным успехом, отличавшийся необычным для японского кино жизнеутверждающим колоритом. Фильм попал в десятку номинантов на премию журнала «Кинэма Дзюмпо», заняв по результатам голосования седьмое место.
Хотя первые работы Ёсимуры шли в русле драматических и комедийных традиций «Сётику» 1930-х годов, он постепенно проявил себя как амбициозный художник, который оторвался от этого наследия благодаря разнообразию выбора тем и сюжетов, и смелым использованием стилистики своих кинолент. Режиссёр последовательно, на протяжении многих лет показывал техническую зрелость, обращаясь ко всем жанрам: от мелодрамы («Тёплое течение») до социальной комедии («Парни, съевшие слона», 1947). Военная драма «Рассказ о командире танка Нисидзуми» (1940), становится одним из самых знаменитых фильмов военного времени и представляет собой отличный образец пропаганды в оккупированных странах, так как герой, японский офицер, был запечатлён братающимся со своими солдатами и помогающим китайской женщине и её ребёнку (в фильме показана оккупация Японией Китая). Большим успехом в национальном прокате военных лет пользовался фильм «Шпион ещё не убит» (1942) о сети американской разведки в Японии, действующей до нападения на Пёрл-Харбор.
С октября 1943 года Ёсимура работал на правительство и армию и был направлен в чине капитана на южный фронт. Его часть располагалась в Бангкоке (Таиланд). После окончания Второй мировой войны в 1945 году Ёсимура был арестован и провёл год в тюрьме и лагере. Освободившись, Кодзабуро Ёсимура возвращается на студию «Офуна». В эти годы начинается его многолетнее плодотворное сотрудничество со сценаристом Канэто Синдо (впоследствии ставшем известным кинорежиссёром). Уже первый же фильм тандема Синдо—Ёсимура «Бал в доме Андзё» (с участием актрисы Сэцуко Хара) будет отмечен премией журнала «Кинэма Дзюмпо» как лучший фильм 1947 года. Этот фильм удивил послевоенную японскую аудиторию не только свежестью подхода к материалу, но и показом поразительных контрастов новой социальной действительности тех лет. Другой фильм «Исумацу из Мори» (1949) считается одной из первых успешных лент послевоенного периода. На основе известной легенды Ёсимура сделал сатирическую комедию, критически показывающую менталитет современного гангстера.
Сотрудничество со сценаристом Канэто Синдо в значительной мере повлияло на творчество режиссёра. Вместе они поработают на протяжении многих лет над двадцатью двумя кинолентами. Вместе уйдут в 1950 году со студии «Офуна» из-за излишнего студийного давления на их творчество. В 1950 году они вместе с продюсером Хисао Итоя, режиссёром Тэнго Ямадой и актёром Тайдзи Тоноямой учредят собственную независимую кинокомпанию «Киндай эйга кёкай» («Общество современного кино»), что позволило этим кинематографистам свободно осуществлять свои художественные замыслы и таким образом создать множество шедевров, привлекших внимание критики. Первоначально у новообразованной компании не было павильонов и студийного оборудования, поэтому они арендовали производственные помещения кинокомпании «Дайэй». И хотя Канэто Синдо с 1951 года сам дебютирует в кинорежиссуре, он всё же и в дальнейшем будет писать сценарии не только для своих постановок, но и для друга Ёсимуры. В 1952 году Кодзабуро Ёсимура будет удостоен кинопремии «Майнити» за лучшую режиссуру (фильм «Фальшивый наряд», 1951).
Героями фильмов Ёсимуры часто являлись морально разложившиеся люди — убийцы, тёмные дельцы, расчётливые гейши (фильмы «Блестящие дни нашей жизни», 1948; «Фальшивый наряд», 1951 и другие). В фильмах «Перед рассветом» (1953), «Мыс Асидзури» (1954, по Т. Тамия), «Земля» (в советском прокате — «На этой земле», 1957, по роману Сэйдзиро Симады) режиссёр обращается к социально значительным темам. В 1956 году Ёсимура поставил фильм «Ночная река» (в кинопрокате СССР — «Скрытые настроения»), отличающийся поэтичностью повествования, тонким использованием цвета. Режиссёр умело раскрывал женские характеры и давал прекрасные возможности для самореализации японским киноактрисам, из-за чего его иногда сравнивали с Кэндзи Мидзогути. Поставленный в 1957 году режиссёром фильм «Осакская история» основан на нереализованном сценарии Кэндзи Мидзогути, не успевшего поставить его по причине смерти. В картинах Кодзабуро Ёсимуры блеснули популярные актрисы японского кино: Миэко Такаминэ, Кинуё Танака, Сэцуко Хара, Матико Кё, Нобуко Отова, Кэйко Киси, Фудзико Ямамото, Кёко Кагава, Аяко Вакао…
Кодзабуро Ёсимура стал хорошо известен своими экранизациями литературной классики: «Повесть о Гэндзи» (1951, по роману XI века писательницы и поэтессы Мурасаки Сикибу), «Тысячекрылый журавль» (1953, по роману Ясунари Кавабаты), «Перед рассветом» (1953, по роману Тосона Симадзаки), «Дом спящих красавиц» (1968, по повести «Спящие красавицы» Ясунари Кавабаты) и другие.
В 1956 году Ёсимура подписал контракт со студией «Дайэй», где будут поставлены фильмы, снятые до 1963 года, хотя их творческий союз с Канэто Синдо на этом не прервётся: в 1960-е годы многие из кинолент режиссёра будут сняты по сценариям Синдо. Одной из успешных работ этого периода будет фильм посвящённый трагической теме Хиросимы «Не забудь той ночи» (1962, в советском прокате — «Камни Хиросимы»). С 1960 года Кодзабуро Ёсимура будет работать режиссёром на телевидении. После ухода из «Дайэй» Ёсимура поставит несколько фильмов независимо от студийной системы, самостоятельно их продюсируя, в том числе и последнюю свою работу «Знамя из лохмотьев» (1974).

### Личная жизнь
Кодзабуро Ёсимура состоял в браке с 1940 года с Томоко Оюти, с которой прожил многие годы вплоть до своей кончины.

### Поздние годы жизни
В 1963 году Кодзабуро Ёсимура пережил кровоизлияние в мозг. В 1972 году Ёсимура вновь был на грани смерти, пережив серьёзное заболевание. После 1974 года Кодзабуро Ёсимура больше не выйдет на съёмочную площадку, хотя проживёт ещё четверть века.
В 1976 году японским правительством Кодзабуро Ёсимура был награждён Орденом Культуры, или как его ещё неофициально называют — орден «Фиолетовая лента». В 1982 году режиссёр был удостоен почётной императорской награды — ордена Восходящего солнца. Кодзабуро Ёсимура умер от острой сердечной недостаточности 27 ноября 2000 года в Киото, городе вдохновлявшем его на протяжении большей части его лучших работ. В 2001 году на церемонии вручения кинопремии «Майнити» режиссёр был отмечен специальной премией за вклад в кинематограф (посмертно).

## Награды, премии и номинации
Eiga Seikai-sha (1940)
- Премия лучшему начинающему режиссёру.

Премия журнала «Кинэма Дзюмпо» (1940)
- Номинация на премию за лучший фильм 1939 года — «Тёплое течение».

Премия журнала «Кинэма Дзюмпо» (1948)
- Премия за лучший фильм 1947 года — «Бал в доме Андзё».

Кинопремия «Майнити» (1951)
- Премия за лучшую режиссуру — «Фальшивый наряд».

Каннский кинофестиваль (1952)
- Номинация на главный приз «Золотую пальмовую ветвь» Каннского кинофестиваля — «Повесть о Гэндзи» (1951).

10-й Берлинский международный кинофестиваль (1960)
- Номинация на главный приз «Золотой берлинский медведьь» — «Заповедь женщины» (совместно с Коном Итикавой и Ясудзо Масумурой).

Международный кинофестиваль в Сан-Себастьяне (1963)
- Премия OCIC Award — «Не забудь той ночи» (1962).

Орден Культуры (1976)
Орден Восходящего солнца 4 класса (1982)
Кинопремия «Майнити» (2001)
- Специальная премия за вклад в кинематограф (посмертно).

## Фильмография
Серым цветом выделены утерянные фильмы
| Фильмография Кодзабуро Ёсимуры | Фильмография Кодзабуро Ёсимуры                                    | Фильмография Кодзабуро Ёсимуры | Фильмография Кодзабуро Ёсимуры             | Фильмография Кодзабуро Ёсимуры                             | Фильмография Кодзабуро Ёсимуры                     |
| Год                            | Название по-русски                                                | Оригинальное название          | Название на ромадзи                        | Английское название в международном прокате                | Исполнители главных ролей                          |
| ------------------------------ | ----------------------------------------------------------------- | ------------------------------ | ------------------------------------------ | ---------------------------------------------------------- | -------------------------------------------------- |
| 1930-е годы                    |                                                                   |                                |                                            |                                                            |                                                    |
| 1934                           | «Потянув её сложенные вместе ноги» (к/м)                          | ぬき足さし足                   | Nukiashi sashiashi                         | Sneaking / Walking on Tiptoe                               | Хидэко Такаминэ, Ёсиро Такаяма, Исаму Ямагути      |
| 1939                           | «Женщина защищает дом»                                            | 女こそ家を守れ                 | Onna koso ie wo momore                     | Women Defend the Home! / Women Should Stay at Home         | Синъити Химори, Ёсико Цубоути                      |
| 1939                           | «Весёлый переулок»                                                | 陽気な裏町                     | Yoki na uramachi                           | Cheerful Alley / Gay Back Alley                            | Рётаро Мидзусима, Синъити Химори, Акио Исоно       |
| 1939                           | «Танцоры завтрашнего дня»                                         | 明日の踊り子                   | Asu no odoriko                             | Dancers of Tomorrow                                        | Син Токудайдзи, Масами Морикава, Эйко Касуга       |
| 1939                           | «Пять братьев и сестёр»                                           | 五人の兄妹                     | Gonin no kyodai                            | Five Brothers and Sisters                                  | Томио Аоки, Хидэо Фудзино, Синъити Химори          |
| 1939                           | «Тёплое течение» (фильм в двух частях)                            | 暖流                           | Danryu                                     | Warm Current                                               | Хидэо Фудзино, Канэко Фудзивара, Синъити Химори    |
| 1940-е годы                    |                                                                   |                                |                                            |                                                            |                                                    |
| 1940                           | «Рассказ о командире танка Нисидзуми»                             | 西住戦車長伝                   | Nishizumi senshacho-den                    | The Story of Tank Commander Nishizumi                      | Кэн Уэхара, Син Сабури, Митико Кувано              |
| 1941                           | «Цветок»                                                          | 花                             | Hana                                       | Flower                                                     | Кинуё Танака, Кэн Уэхара, Тисю Рю                  |
| 1942                           | «Шпион ещё не убит»                                               | 間諜未だ死せず                 | Kanchô imada shisezu                       | The Spy Has Not Yet Died                                   | Кэн Уэхара, Син Сабури, Митиё Когурэ               |
| 1942                           | «Южный ветер» (фильм в двух частях)                               | 南の風                         | Minami ni kaze                             | South Wind                                                 | Син Сабури, Миэко Такаминэ                         |
| 1943                           | «Ночь накануне начала войны»                                      | 開戦の前夜                     | Laisen no zenya                            | The Night before the War Begins                            | Кинуё Танака, Кэн Уэхара, Митиё Когурэ             |
| 1943                           | «Воздушный налёт противника»                                      | 敵機空襲                       | Tekki kushu                                | Enemy Air Attack                                           | Кэн Уэхара, Кинуё Танака, Миэко Такаминэ           |
| 1944                           | «Решающая битва»                                                  | 決戦                           | Kessen                                     | The Decisive Battle                                        | Дзюсиро Коноэ                                      |
| 1947                           | «Парни съевшие слона»                                             | 象を喰った連中                 | Zo o kutta renchu                          | The Fellows Who Ate the Elephant                           | Ясуми Хара, Синъити Химори, Тисю Рю                |
| 1947                           | «Бал в доме Андзё»                                                | 安城家の舞踏会                 | Anjô-ke no butôkai                         | The Ball at the Anjo House                                 | Сэцуко Хара, Юмэко Айдзомэ, Масаюки Мори           |
| 1948                           | «Искушение»                                                       | 誘惑                           | Yuwaku                                     | Temptation / Seduction                                     | Син Сабури, Харуко Сугимура, Сэцуко Хара           |
| 1948                           | «Блестящие дни нашей жизни»                                       | わが生涯の輝ける日             | Waga shogai no kagayakeru hi               | The Bright Day of My Life                                  | Дзюкити Уно, Масаюки Мори, Ширли Ямагути           |
| 1949                           | «Ревность»                                                        | 嫉妬                           | Shitto                                     | Jealousy                                                   | Син Сабури, Миэко Такаминэ, Юкико Кудзи            |
| 1949                           | «Исимацу из Мори»                                                 | 森の石松                       | Mori no Ishimatsu                          | Ishimatsu of the Forest / Ishimatsu of Mori                | Тисю Рю, Такэси Сакамото, Тёко Иида                |
| 1949                           | «Полуденный вальс»                                                | 真昼の円舞曲                   | Mahiru no embukyoku                        | Waltz at Noon                                              | Кинуё Танака, Эйдзиро Тоно, Кунико Игава           |
| 1950-е годы                    |                                                                   |                                |                                            |                                                            |                                                    |
| 1950                           | «Весенний снег»                                                   | 春雪                           | Shunsetsu                                  | Spring Snow                                                | Сюдзи Сано, Ясуко Фудзита, Такаси Симура           |
| 1950                           | «Конец войны»                                                     | 戦火の果て                     | Senka no hate                              | The Height of Battle / The End of Battle Fire              | Мицуко Мито, Масаюки Мори, Дзюкити Уно             |
| 1951                           | «Фальшивый наряд»                                                 | 偽れる盛装                     | Itsuwareru seiso                           | Clothes of Deception / Deceiving Costume                   | Матико Кё, Ясуко Фудзита, Кэйдзи Кобаяси           |
| 1951                           | «Школа свободы»                                                   | 自由学校                       | Jiyû gakkô                                 | Free School                                                | Митиё Когурэ, Матико Кё, Со Ямамура                |
| 1951                           | «Повесть о Гэндзи»                                                | 源氏物語                       | Genji monogatari                           | The Tale of Genji                                          | Кадзуо Хасэгава, Митиё Когурэ, Матико Кё           |
| 1952                           | «Сёстры из Нисидзин»                                              | 西陣の姉妹                     | Nishijin no shimai                         | Sisters of Nishijin                                        | Кинуё Танака, Дзюкити Уно, Мицуко Миура            |
| 1952                           | «Насилие»                                                         | 暴力                           | Boryoku                                    | Violence                                                   | Сумико Хидака, Нобуо Канэко, Эйдзи Окада           |
| 1953                           | «Тысячекрылый журавль»                                            | 千羽鶴                         | Senba zuru                                 | A Thousand Cranes                                          | Митиё Когурэ, Нобуко Отова, Харуко Сугимура        |
| 1953                           | «Жажда»                                                           | 慾望                           | Yokubo                                     | Desire                                                     | Мицуко Мито, Нобуко Отова, Кэндзи Сугавара         |
| 1953                           | «Перед рассветом»                                                 | 夜明け前                       | Yoake mae                                  | Before Dawn                                                | Осаму Такидзава, Нобуко Отова, Син Датэ            |
| 1954                           | «Мыс Асидзури»                                                    | 足摺岬                         | Ashizuri misaki                            | Cape Ashizuri                                              | Исао Кимура, Кэйко Цусима, Син Морикава            |
| 1954                           | «Молодые люди»                                                    | 若い人たち                     | Wakai hitotachi                            | Young People                                               | Нобуко Отова, Мицуко Кимура, Сумико Хидака         |
| 1955                           | «Когда любишь» (новелла 1: «Девочка-цветочница»)                  | 愛すればこそ 第一話 花売り娘   | Aisureba koso (dai ichi wa hanauri musume) | If You Love Me (episode 1: The Flower Girl)                | Нобуко Отова, Тайдзи Тонояма                       |
| 1955                           | «Женщины с Гиндзы»                                                | 銀座の女                       | Ginza no onna                              | Women of the Ginza                                         | Нобуко Отова, Сумико Хидака, Дзё Сисидо            |
| 1955                           | «Красавица и дракон»                                              | 美女と海龍                     | Bijo to kairyu                             | The Beauty and the Dragon                                  | Тиёносукэ Адзума, Нобуко Отова, Тёдзюро Каварасаки |
| 1956                           | «День свадьбы»                                                    | 嫁ぐ日                         | Totsugu hi                                 | Day of Marriage; The Day to Wed                            | Сюдзи Сано, Тацуо Сайто, Тиэко Хигасияма           |
| 1956                           | «Ночная река» (в советском прокате — «Скрытые настроения»)        | 夜の河                         | Yoru no kawa                               | River of the Night / Undercurrent                          | Фудзико Ямамото, Кэн Уэхара, Кэйдзо Квасаки        |
| 1956                           | «48-летнее сопротивление»                                         | 四十八歳の抵抗                 | Yonjû-hassai no teikô                      | 48-Year-Old Rebel / Protest at 48 Years Old                | Со Ямамура, Аяко Вакао, Харуко Сугимура            |
| 1957                           | «Осакская история»                                                | 大阪物語                       | Ôsaka monogatari                           | An Osaka Story                                             | Райдзо Итикава, Кёко Кагава, Эйдзиро Тоно          |
| 1957                           | «Ночные бабочки»                                                  | 夜の蝶                         | Yoru no chô                                | Night Butterﬂy / Leaves of Night                           | Матико Кё, Фудзико Ямамото, Со Ямамура             |
| 1957                           | «Земля» (в советском прокате — «На этой земле»)                   | 地上                           | Chijo                                      | On the Earth                                               | Кёко Кагава, Кинуё Танака, Син Сабури              |
| 1958                           | «Зёрнышко пшеницы»                                                | 一粒の麦                       | Hitotsubu no mugi                          | One Grain of Barley                                        | Кэндзи Сугавара, Аяко Вакао, Эйдзиро Тоно          |
| 1958                           | «Подлинное лицо ночи»                                             | 夜の素顔                       | Yoru no sugao                              | The Naked Face of Night                                    | Матико Кё, Аяко Вакао, Миносукэ Бандо              |
| 1959                           | «Телефонный звонок в вечернее время»                              | 電話は夕方に鳴る               | Denwa wa yugata ni naru                    | Telephone Rings in the Evening                             | Кэйдзо Кавасаки, Тадзуко Ники, Митико Оно          |
| 1959                           | «Аристократические ступени»                                       | 貴族の階段                     | Kizoku no kaidan                           | Aristocrat ’s Stairs                                       | Масаюки Мори, Такаси Симура, Сатико Мурасэ         |
| 1960-е годы                    |                                                                   |                                |                                            |                                                            |                                                    |
| 1960                           | «Заповедь женщины» (новелла 3: «Женщина, которая забыла о любви») | 女経 第三話 恋を忘れていた女   | Jokyo (dai san wa Koi о wasureta onna)     | A Woman’s Testament (episode 3: The Woman Who Forgot Love) | Матико Кё, Гандзиро Накамура                       |
| 1960                           | «Женщина с холма»                                                 | 女の坂                         | Onna no saka                               | Woman’s Descent                                            | Марико Окада, Кэйдзи Сада, Нобуко Отова            |
| 1961                           | «Брачный возраст»                                                 | 婚期                           | Konki                                      | The Age of Marriage                                        | Аяко Вакао, Матико Кё, Миэко Такаминэ              |
| 1961                           | «Награда женщины»                                                 | 女の勲章                       | Onna no kunshô                             | Woman ’s Decoration                                        | Матико Кё, Аяко Вакао, Масаюки Мори                |
| 1962                           | «Семейные обстоятельства»                                         | 家庭の事情                     | Katei no jijô                              | A Family Matter / Family ’s Situation                      | Со Ямамура, Аяко Вакао, Харуко Сугимура            |
| 1962                           | «Не забудь той ночи» (в советском прокате — «Камни Хиросимы»)     | その夜は忘れない               | Sono yo wa wasurenai                       | I Won’t Forget That Night / Hiroshima, My Sadness          | Аяко Вакао, Дзиро Тамия, Кэйдзо Кавасаки           |
| 1963                           | «Ложь» (новелла 2: «Компания № 2»)                                | 嘘 第二話 社用２号             | Uso (dai ichi wa Syayo nigou)              | Lies (episode 2: Company’s Business)                       | Дзюнко Кано                                        |
| 1963                           | «Бамбуковые куклы из Этидзэн»                                     | 越前竹人形                     | Echizen take-ningyo                        | Niigata Bamboo Doll                                        | Аяко Вакао, Дзюнъитиро Ямасита, Тамао Накамура     |
| 1966                           | «Сердце гор»                                                      | こころの山脈                   | Kokoro no sanmyaku                         | The Heart of the Mountains                                 | Хисано Ямаока, Дзюкити Уно, Кадзуко Ёсиюки         |
| 1967                           | «Падшая женщина»                                                  | 堕落する女                     | Daraku suru onna                           | A Fallen Woman                                             | Миюки Кувано, Тосиюки Хосокава, Такахиро Тамура    |
| 1968                           | «Дом спящих красавиц»                                             | 眠れる美女                     | Nemureru bijo                              | Sleeping Beauty / The House of the Sleeping Virgins        | Такахиро Тамура, Ёсико Каяма, Тайдзи Тонояма       |
| 1970-е годы                    |                                                                   |                                |                                            |                                                            |                                                    |
| 1971                           | «Сладостный секрет»                                               | 甘い秘密                       | Amai himitsu                               | Sweet Secret                                               | Томоми Сато, Тосиюки Хосокава, Эйтаро Одзава       |
| 1973                           | «Рика 3: Колыбельная песня»                                       | 混血児リカ ハマぐれ子守唄      | Konketsuji Rika: Hamagure komoriuta        | A Child of Mixed Race, Rika—Gone Astray Lallaby            | Рика Аоки, Дзиро Каварадзаки, Куниэ Танака         |
| 1974                           | «Знамя из лохмотьев»                                              | 襤褸の旗                       | Ranru no hata                              | Ragged Flag / The Tattered Banner                          | Митико Араки, Икко Фуруя, Такаси Симура            |

## Комментарии
1. ↑  В «Кинословаре» 1970 года издания его фамилия написана как Йосимура
2. ↑  В советском прокате фильм демонстрировался с августа 1959 года, р/у Госкино СССР № 1025/59 (до 1 февраля 1964 года) — опубликовано: «Аннотированный каталог фильмов действующего фонда: Художественные фильмы», М.: «Искусство»-1963, С. 200—201.
3. ↑  В советском прокате фильм демонстрировался с июля 1959 года, р/у Госкино СССР № 1021/59 (до 31 января 1964 года) — опубликовано: «Аннотированный каталог фильмов действующего фонда: Художественные фильмы», М.: «Искусство»-1963, С. 303.
4. ↑  В советском прокате фильм демонстрировался с февраля 1965 года, р/у Госкино СССР № 1218/64 (до 1 ноября 1971 года) — опубликовано: «Аннотированный каталог фильмов действующего фонда. Часть III: Зарубежные художественные фильмы», М., «Искусство»-1972, стр. 66-67.
5. ↑  В советском прокате фильм демонстрировался с января 1958 года — опубликовано: журнал для работников кинопроката «Новые фильмы», 1958. Выпуск 1: Ориентировочный план выпуска новых художественных фильмов в 1 квартале 1958 года.